# 中吉川村 (兵庫県)
中吉川村（なかよかわむら）は、兵庫県美嚢郡にかつて存在した村。1955年7月1日以降は三木市となっている。

## 概要
村には、美嚢川が流れている。また、山田錦が有名になっている。

## 沿革
- 1889年4月1日 - 町村制施行により、美嚢郡上松村、長谷村、田谷村、湯谷村、法光寺村、山之上村、渡瀬村、米田村、貸潮村、鍛冶屋村、大沢村、大畑村、吉安村、西奥村の区域をもって中吉川村が発足。
- 1955年7月1日 - 美嚢郡奥吉川村・北谷村と対等合併して、美嚢郡吉川町を新設する。

## 教育
- 美嚢郡中吉川村立中吉川小学校
- 美嚢郡中吉川村立中吉川中学校